# 기란 은다우
기란 은다우(Guirane N'Daw, 1984년 4월 24일 ~ )는 세네갈 태생의 전 축구 선수이다.